# Arrorró
L'arrorró és una cançó de bressol canària. Encara que té similituds amb cançons de bressol d'altres llocs, presenta importants elements diferenciadors respecte a elles. És un cant melodiós i lent que es caracteritza per la seva monotonia i que presenta variacions depenent de cada illa. Fins i tot, aquestes variacions es poden trobar dins d'una mateixa illa. Les lletres estan compostes per quartets octosíl·labs i es canten sense repetir els versos.
El 2003 una variació de l'"Arrorró" dels Cantos canarios de Teobaldo Power va esdevenir l'Himne Nacional de Canàries i va tenir caràcter oficial amb la Llei de 2003. La Llei comença amb el següent paràgraf contingut en les Disposicions Generals: Sea notorio a todos los ciudadanos que el Parlamento de Canarias ha aprobado y yo, en nombre del Rey y de acuerdo con lo que establece el artículo 12.8 del Estatuto de Autonomía, promulgo y ordeno la publicación de la Ley 20/2003, de 28 de abril, del Himno de Canarias.